# Brandon Kozun
Brandon Kozun (ur. 8 marca 1990 w Los Angeles, Stany Zjednoczone) – kanadyjski hokeista, reprezentant Kanady, olimpijczyk.

## Kariera
- Edge School Bantam Prep (2004-2005)
- Shattuck St. Mary's Midget Prep (2005-2006)
- Calgary Royals (2006-2007)
- Calgary Hitmen (2007-2010)
- Manchester Monarchs (2010-2014)
- Toronto Marlies (2013-2015)
- Toronto Maple Leafs (2014-2015)
- Jokerit (2015-2016)
- Łokomotiw Jarosław (2016-2019)
- Mietałłurg Magnitogorsk (2019-2020)
- Dynama Mińsk (2020-2021)
- HC Ambrì-Piotta (2021)
- Łokomotiw Jarosław (2021-2022)
- Dynama Mińsk (2022-2023)
- ERC Ingolstadt (2023-)

Wychowanek Blackfoot MHA. Od 2007 do 2010 grał w czterech sezonach kanadyjskich rozgrywek juniorskich WHL w strukturze CHL. W drafcie NHL z 2009 został wybrany przez Los Angeles Kings. Następnie w kwietniu 2010 podpisał kontrakt wstępujący z tym klubem. Od 2010 do 2014 przez cztery sezony grał w jego zespole farmerskim, Manchester Monarchs w lidze AHL. W czerwcu 2013 przedłużył kontrakt z Kings o rok, jednak nie zagrał w jego barwach w NHL. W styczniu 2014 został zawodnikiem. Od tego czasu grał w jego zespole podrzędnym Toronto Marlies, w AHL. W czerwcu 2014 przedłużył kontrakt z Maple Leafs, po czym występował w jego barwach w sezonie NHL (2014/2015). W czerwcu 2015 został zawodnikiem fińskiego klubu Jokerit, w rosyjskich rozgrywkach KHL. Po sezonie KHL (2015/2016) pod koniec maja 2016 został zawodnikiem klubu SKA Sankt Petersburg, skąd kilka dni później na początku czerwca 2016 został przetransferowany do Łokomotiwu Jarosław. W trakcie fazy play-off edycji KHL (2016/2017), w połowie marca 2017 przedłużył kontrakt o rok. Od maja 2018 zawodnik Mietałłurga Magnitogorsk. Po sezonie 2019/2020 odszedł z klubu. Latem 2020 został zawodnikiem białoruskiego klubu Dynama Mińsk. Od reprezentował szwajcarski HC Ambrì-Piotta. W grudniu 2021 ponownie trafił do Łokomotiwu. W czerwcu 2022 ponownie został zakontraktowany przez Dynama Mińsk. W listopadzie 2023 został zaangażowany przez niemiecki ERC Ingolstadt.
W barwach juniorskiej kadry Kanady uczestniczył w turnieju mistrzostw świata juniorów do lat 20 w 2010. W barwach seniorskiej reprezentacji brał udział w turniejach Deutschland Cup 2016 oraz zimowych igrzysk olimpijskich 2018.

## Sukcesy
Reprezentacyjne
- Srebrny medal mistrzostw świata juniorów do lat 20: 2010
- Brązowy medal zimowych igrzysk olimpijskich: 2018

Klubowe
- Scotty Munro Memorial Trophy: 2009, 2010 z Calgary Hitmen
- Ed Chynoweth Cup - mistrzostwo WHL: 2010 z Calgary Hitmen
- Finał CHL o Memorial Cup: 2010 z Calgary Hitmen
- Emile Francis Trophy: 2014 z Manchester Monarchs
- Brązowy medal mistrzostw Rosji: 2017 z Łokomotiwem Jarosław

Indywidualne
- WHL 2008/2009:
  - Pierwszy skład gwiazd (wschód)
- WHL i CHL 2009/2010:
  - Pierwsze miejsce w klasyfikacji asystentów w sezonie zasadniczym WHL: 75 asyst
  - Bob Clarke Trophy - pierwsze miejsce w klasyfikacji kanadyjskiej w sezonie zasadniczym WHL: 107 punktów[16]
  - Pierwsze miejsce w klasyfikacji kanadyjskiej w sezonie zasadniczym w ramach CHL: 107 punktów
  - Pierwsze miejsce w klasyfikacji asystentów w fazie play-off WHL: 22 asysty
  - Pierwsze miejsce w klasyfikacji kanadyjskiej w fazie play-off WHL: 30 punktów
  - Pierwszy skład gwiazd WHL (wschód)
  - Pierwszy skład gwiazd CHL
- AHL (2010/2011):
  - Najlepszy pierwszoroczniak miesiąca - luty 2011[17][18]
- KHL (2016/2017):
  - Najlepszy napastnik tygodnia - 13 września 2016
  - Mecz Gwiazd KHL
- KHL (2016/2017):
  - Najlepszy napastnik tygodnia - 23 października 2016, 1 stycznia 2017, 5 lutego 2017
  - Najlepszy napastnik - ćwierćfinały konferencji[19]